# 伊尔基什-格拉芬什塔登
伊尔基什-格拉芬什塔登（法語：Illkirch-Graffenstaden，法語發音：[ilkiʁʃ.gʁafənʃtadən] 或 [ilkiʁç.gʁafənʃtadən]），法国东部城市，大东部大区下莱茵省的一个市镇，属于斯特拉斯堡区和斯特拉斯堡欧洲都会区，其市镇面积为22.2平方公里，2022年1月1日时人口数量为27,339人，是斯特拉斯堡都会区内人口第三多的市镇，在法国城市中排名第319位。
伊尔基什-格拉芬什塔登位于斯特拉斯堡市区南侧，由两个村庄合并而成，20世纪后成为斯特拉斯堡重要的近郊卫星城，出现了现代居民区及大学城等设施，人口数量快速上升，1994年起通过有轨电车与斯特拉斯堡市区连接。

## 地名来源

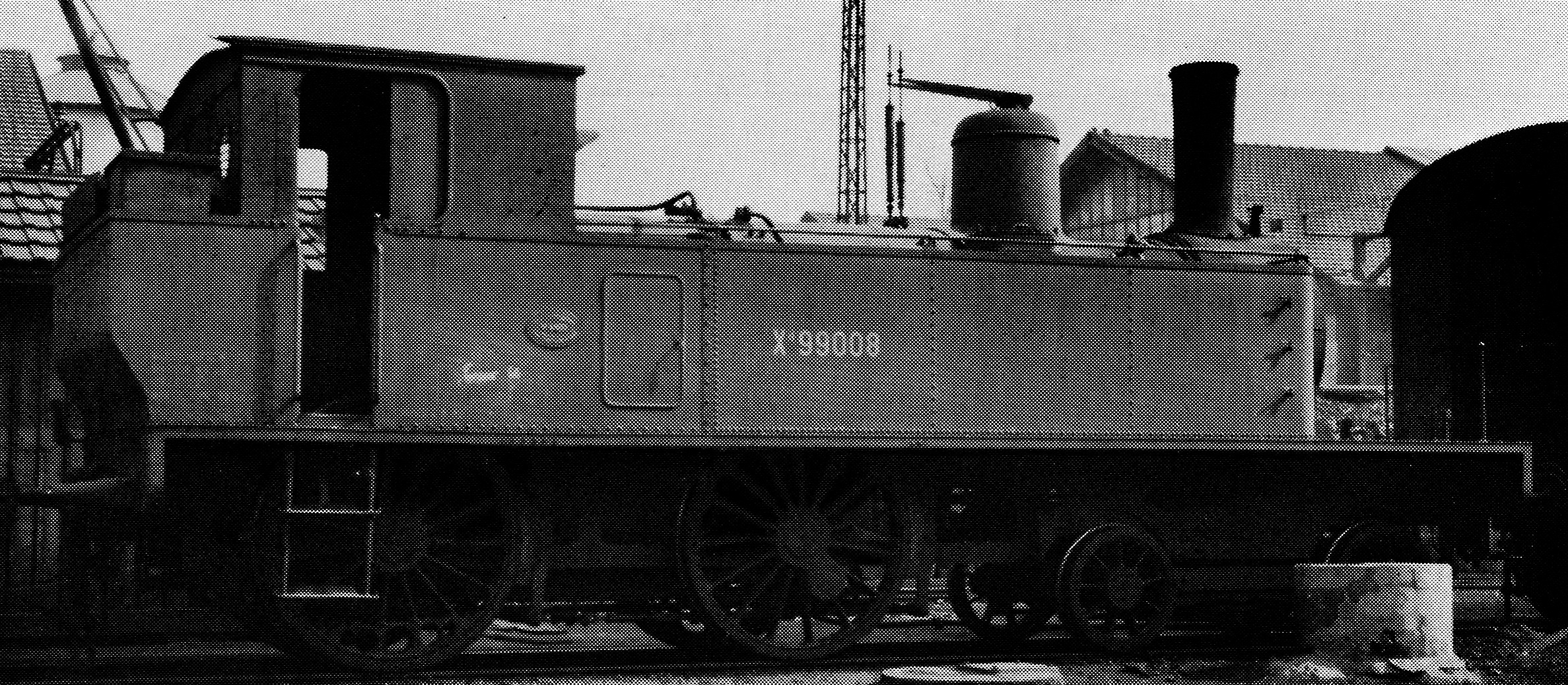
20世纪20年代阿尔萨斯机械厂生产的机车

“伊尔基什-格拉芬什塔登”由“伊尔基什”（Illkirch）与“格拉芬什塔登”（Graffenstaden）两地名组成，二者来源分别为拉丁语名与阿尔萨斯语名。其中“伊尔基什”一名意为“伊尔河畔的教堂”，该地历史上有过如下名称：Ellofanum（720年）、Illechilechen（826年）、Illenkirche（845年）、Illekiriche（920年）、Illachirecha（1163年）、Illenkirchen（1172年）。
由于该地名Illkirch-Graffenstaden并非来源于标准法语，拼读方式不符合法语正字法，其标准发音为接近[ilkiʁç.gʁafənʃtadən]，因法语中无/ç/音，现多以/ʃ/音代替之，将前半部分读作[ilkiʁʃ]；后半部分的s标准发音为/ʃ/而非/s/，故根据实际发音其应译作“伊尔基什-格拉芬什塔登”，《世界地名翻译大辞典》中将其译作“伊尔基希-格拉芬斯塔登”。由于该名称的发音对法语使用者有困难，故该地在法语中又常简称作“伊尔基什”。

## 历史
伊尔基什-格拉芬什塔登由伊尔基什和格拉芬什塔登两个市镇1794年合并而成。两镇历史上均长期为普通村落，中世纪初属于法兰克王国，中世纪中后期属于神圣罗马帝国，《威斯特伐利亚和约》签订后随整个阿尔萨斯地区划入法兰西，法国大革命后成为市镇。19世纪，伊尔河右岸开辟人工运河，伊尔基什-格拉芬什塔登逐渐发展成为一座工业市镇，阿尔萨斯机械制造公司在此修建了一处工厂。普法战争后，该地被普鲁士军队占领，一战后返归法国。二战时期，伊尔基什-格拉芬什塔登再次沦陷，当地出现了常青藤叶抵抗运动联盟。二战后，随着斯特拉斯堡城市的扩张，伊尔基什-格拉芬什塔登逐渐发展成为一个重要的卫星城，境内出现了大批现代居民区。1998年，连接两地的斯特拉斯堡有轨电车A线建成通车。

## 地理

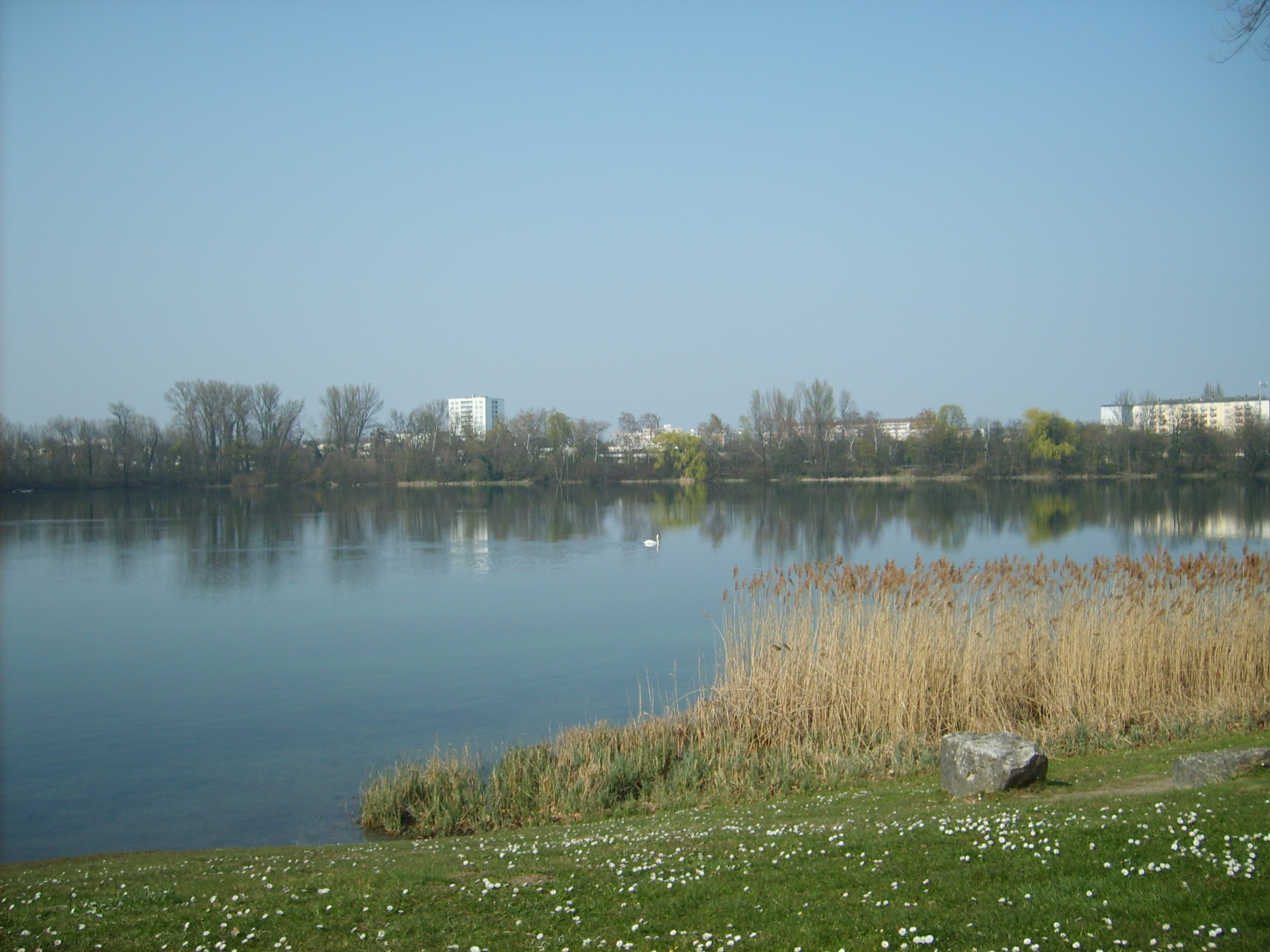
湖畔

伊尔基什-格拉芬什塔登位于法国东北部，大东部大区东北部和下莱茵省东部，距离斯特拉斯堡市区大约5公里。与伊尔基什-格拉芬什塔登接壤的市镇包括：埃绍、费格赛姆、盖斯波尔赛姆、奥斯特瓦尔德、斯特拉斯堡。

### 地形
伊尔基什-格拉芬什塔登位于莱茵河左岸沉积平原腹地，境内地势平坦，全境海拔在139到146米之间。

### 水文
伊尔基什-格拉芬什塔登位于伊尔河右岸，该河是莱茵河的左岸支流。此外，当地建有人工巴格尔塞湖。

### 植被
伊尔基什-格拉芬什塔登属于温带落叶林区，市区内的主要林地分布于市区东侧的斯特拉斯堡-伊尔基什-格拉芬什塔登国家自然保护林区，此外市区南侧和北侧亦有林地分布。

### 气候
伊尔基什-格拉芬什塔登在柯本气候分类法中属于温带海洋性气候。
距离伊尔基什-格拉芬什塔登最近的气象站位于斯特拉斯堡国际机场，以下为该气象站的数据：
| 伊尔基什-格拉芬什塔登1981年－2019年 | 伊尔基什-格拉芬什塔登1981年－2019年 | 伊尔基什-格拉芬什塔登1981年－2019年 | 伊尔基什-格拉芬什塔登1981年－2019年 | 伊尔基什-格拉芬什塔登1981年－2019年 | 伊尔基什-格拉芬什塔登1981年－2019年 | 伊尔基什-格拉芬什塔登1981年－2019年 | 伊尔基什-格拉芬什塔登1981年－2019年 | 伊尔基什-格拉芬什塔登1981年－2019年 | 伊尔基什-格拉芬什塔登1981年－2019年 | 伊尔基什-格拉芬什塔登1981年－2019年 | 伊尔基什-格拉芬什塔登1981年－2019年 | 伊尔基什-格拉芬什塔登1981年－2019年 | 伊尔基什-格拉芬什塔登1981年－2019年 |
| 月份                                | 1月                                 | 2月                                 | 3月                                 | 4月                                 | 5月                                 | 6月                                 | 7月                                 | 8月                                 | 9月                                 | 10月                                | 11月                                | 12月                                | 全年                                |
| ----------------------------------- | ----------------------------------- | ----------------------------------- | ----------------------------------- | ----------------------------------- | ----------------------------------- | ----------------------------------- | ----------------------------------- | ----------------------------------- | ----------------------------------- | ----------------------------------- | ----------------------------------- | ----------------------------------- | ----------------------------------- |
| 历史最高温 °C（°F）                 | 17.5 (63.5)                         | 21.1 (70.0)                         | 25.7 (78.3)                         | 30 (86)                             | 33.8 (92.8)                         | 38.8 (101.8)                        | 38.9 (102.0)                        | 38.7 (101.7)                        | 33.4 (92.1)                         | 29.1 (84.4)                         | 22.1 (71.8)                         | 18.3 (64.9)                         | 38.9 (102.0)                        |
| 平均高温 °C（°F）                   | 4.5 (40.1)                          | 6.4 (43.5)                          | 11.4 (52.5)                         | 15.7 (60.3)                         | 20.2 (68.4)                         | 23.4 (74.1)                         | 25.7 (78.3)                         | 25.4 (77.7)                         | 21 (70)                             | 15.3 (59.5)                         | 8.8 (47.8)                          | 5.2 (41.4)                          | 15.3 (59.5)                         |
| 日均气温 °C（°F）                   | 1.8 (35.2)                          | 2.9 (37.2)                          | 6.9 (44.4)                          | 10.5 (50.9)                         | 15 (59)                             | 18.1 (64.6)                         | 20.1 (68.2)                         | 19.7 (67.5)                         | 15.8 (60.4)                         | 11.2 (52.2)                         | 5.8 (42.4)                          | 2.8 (37.0)                          | 10.9 (51.6)                         |
| 平均低温 °C（°F）                   | −0.8 (30.6)                         | −0.6 (30.9)                         | 2.5 (36.5)                          | 5.2 (41.4)                          | 9.8 (49.6)                          | 12.8 (55.0)                         | 14.5 (58.1)                         | 14.1 (57.4)                         | 10.6 (51.1)                         | 7.1 (44.8)                          | 2.8 (37.0)                          | 0.3 (32.5)                          | 6.5 (43.7)                          |
| 历史最低温 °C（°F）                 | −23.9 (−11.0)                       | −22.3 (−8.1)                        | −16.7 (1.9)                         | −5.6 (21.9)                         | −3.9 (25.0)                         | 1.1 (34.0)                          | 4.9 (40.8)                          | 4.8 (40.6)                          | −1.3 (29.7)                         | −7.6 (18.3)                         | −10.8 (12.6)                        | −23.4 (−10.1)                       | −23.9 (−11.0)                       |
| 平均降水量 mm（）                   | 32.2 (1.27)                         | 34.5 (1.36)                         | 42.8 (1.69)                         | 45.9 (1.81)                         | 81.9 (3.22)                         | 71.6 (2.82)                         | 72.7 (2.86)                         | 61.4 (2.42)                         | 63.5 (2.50)                         | 61.5 (2.42)                         | 47 (1.9)                            | 50 (2.0)                            | 665 (26.2)                          |
| 月均日照時數                        | 58.1                                | 83.8                                | 134.8                               | 180                                 | 202.5                               | 223.8                               | 228.6                               | 219.6                               | 164.5                               | 98.7                                | 55.3                                | 43.1                                | 1,692.8                             |
| 来源：infoclimat.fr                 |                                     |                                     |                                     |                                     |                                     |                                     |                                     |                                     |                                     |                                     |                                     |                                     |                                     |

## 行政区划
伊尔基什-格拉芬什塔登是法国大东部大区下莱茵省的一个市镇，编号为67218。伊尔基什-格拉芬什塔登隶属于斯特拉斯堡区和斯特拉斯堡欧洲都会区，管理伊尔基什-格拉芬什塔登县。
法国国家统计与经济研究所（简称）在进行数据统计时，将伊尔基什-格拉芬什塔登及相邻的另外22个市镇设为斯特拉斯堡城市核心区，并将包括核心区在内的周边共265个市镇划为斯特拉斯堡城市区。同时，还将伊尔基什-格拉芬什塔登市镇分为了10个“块区”（IRIS），以便于统计人口分布情况。

## 交通

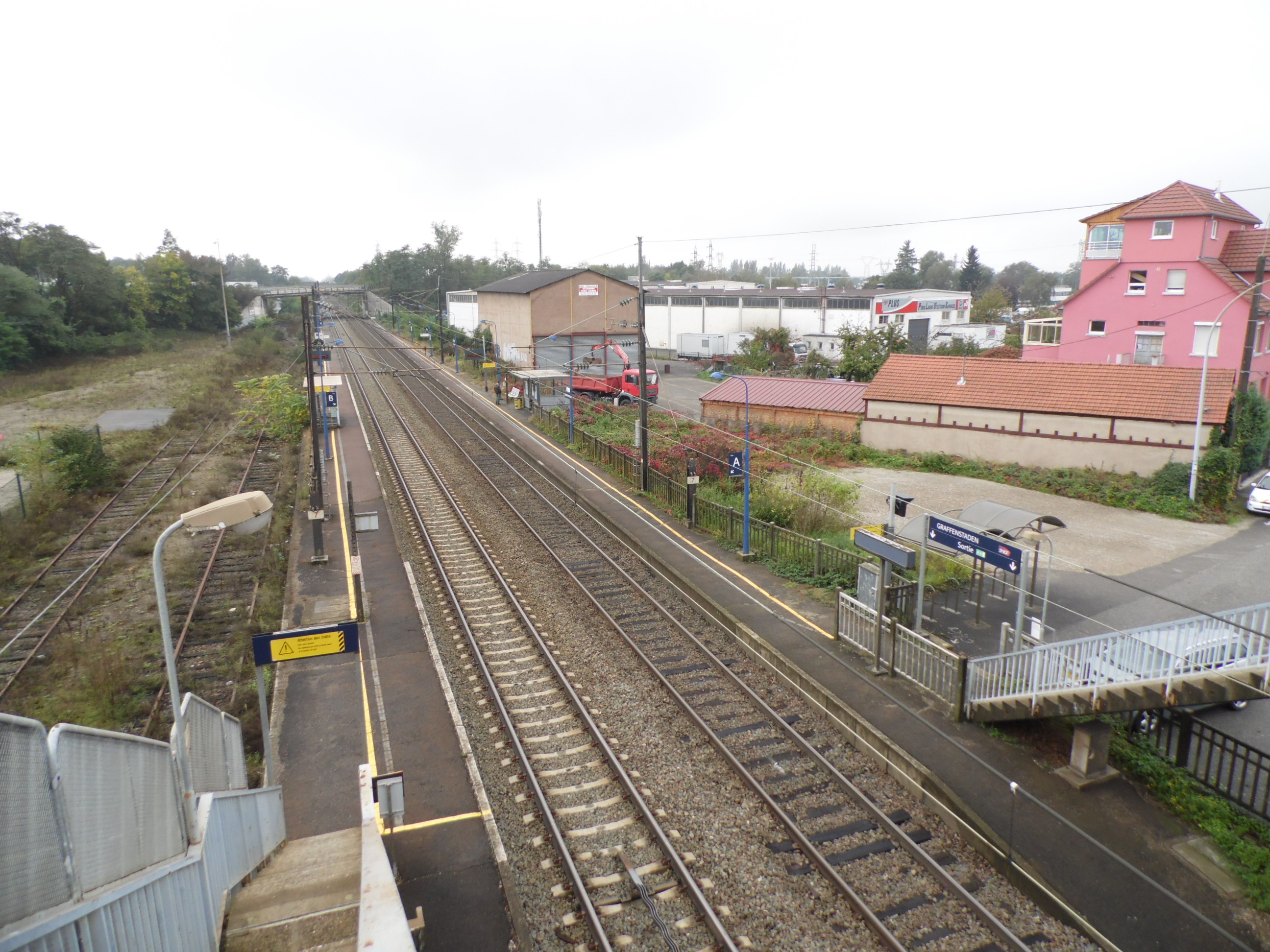
俯瞰格拉芬什塔登站的股道

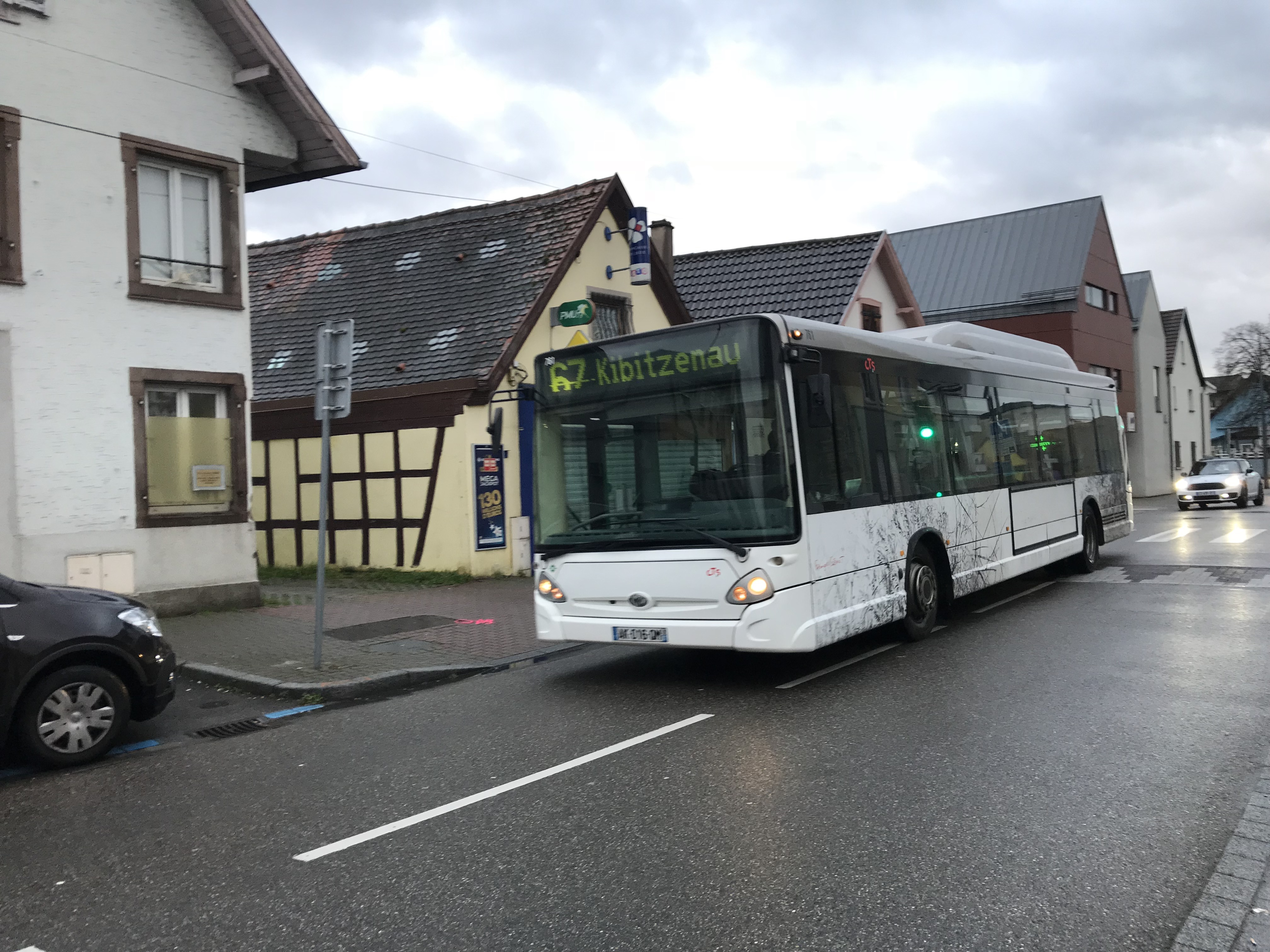
斯特拉斯堡公交线路列表67路

### 道路设施
法国A35高速公路经过境内北部，并设有一个出入口与市区相连，此外多条下莱茵省省道在伊尔基什-格拉芬什塔登境内交汇，大东部大区下属的城际客运提供巴士线路，可前往周边部分市镇。
2017年，73.6%的伊尔基什-格拉芬什塔登家庭拥有至少一辆的私人汽车。2018年，伊尔基什-格拉芬什塔登境内共发生各类交通事故32起，造成1人遇难，38人受伤。

### 对外交通

#### 铁路
距离最近的通勤铁路车站为格拉芬什塔登站，该站位于斯特拉斯堡－圣路易铁路上，停靠往返于斯特拉斯堡和科尔马之间的站站乐列车。
伊尔基什-格拉芬什塔登距离斯特拉斯堡城站大约6公里，该站停靠前往法国多个城市的长途列车。

#### 航空
距离伊尔基什-格拉芬什塔登最近的民用航空站为斯特拉斯堡国际机场，距离伊尔基什-格拉芬什塔登市中心的公路里程约9公里。

### 城市公共交通
伊尔基什-格拉芬什塔登属于斯特拉斯堡城市公共交通（商业名称为）的服务范围。截至2020年10月，斯特拉斯堡有轨电车A线、E线，斯特拉斯堡公交13、27、57、62、63、64、67路经过伊尔基什-格拉芬什塔登市区。

## 政治

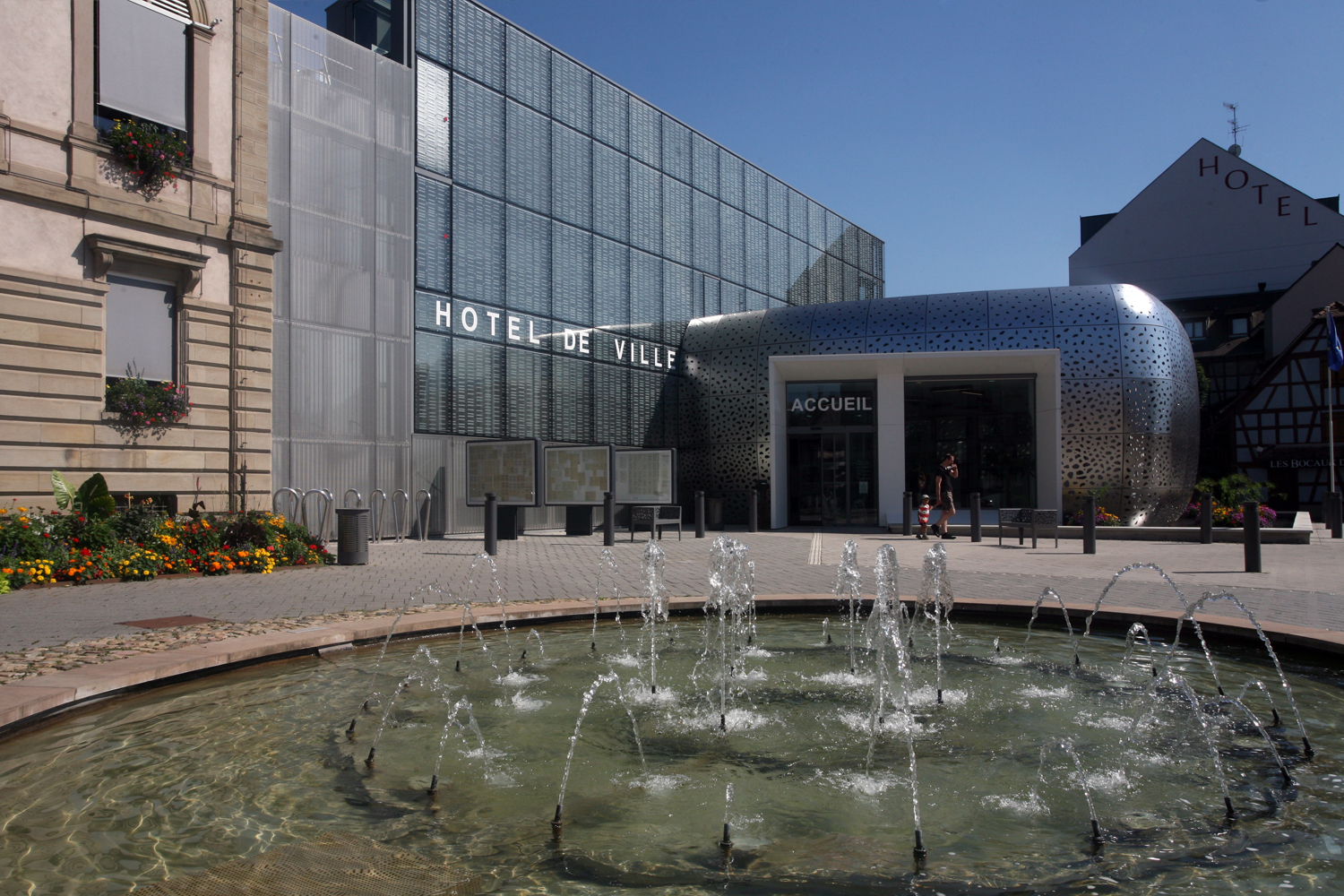
伊尔基什-格拉芬什塔登市政厅

伊尔基什-格拉芬什塔登的现任市长为蒂博·菲利普先生（Thibaud Philipps），他是共和党的一名成员，在2020年的市政选举中获得了39.71%的支持率。
在2017年的法国总统大选中，法国第25任总统埃马纽埃尔·马克龙在伊尔基什-格拉芬什塔登获得了71.32%的支持率。
| 伊尔基什-格拉芬什塔登历届市长 |                 |                                 |
| 任期                          | 市长            | 党派                            |
| 1944年－1953年                | 乔治·劳芬布格尔 | 不详                            |
| 1953年－1971年                | 夏尔·赖申萨默   | MRP人民共和运动 →CD法国民主中心 |
| 1971年－1995年                | 安德烈·迪尔     | RPR保衛共和聯盟                 |
| 1995年－2016年                | 雅克·比戈       | PS社会党                        |
| 2016年－2020年                | 克洛德·弗勒利   | PS社会党                        |
| 2020年－                      | 蒂博·菲利普斯   | LR共和黨                        |

## 人口
2017年，伊尔基什-格拉芬什塔登市镇人口数量为26,780，在法国排名第319位。其中男性12,860人，女性13,920人，75岁及以上人口占8.7%，外籍人口数量为6,990人，人口密度为1,206人/平方公里，当地居民被称为（男性）或（女性）。2018年，伊尔基什-格拉芬什塔登境内出生281人，死亡人口217人。
| 年份   | 1936  | 1946  | 1954  | 1962  | 1968   | 1975   | 1982   | 1990   | 1999   | 2006   | 2011   | 2016   | 2017   |
| ------ | ----- | ----- | ----- | ----- | ------ | ------ | ------ | ------ | ------ | ------ | ------ | ------ | ------ |
| 人口數 | 7,936 | 7,774 | 7,942 | 9,607 | 11,648 | 16,330 | 19,857 | 22,307 | 23,815 | 26,368 | 26,467 | 26,837 | 26,780 |

## 经济
伊尔基什-格拉芬什塔登是一个区域性的中心城市，当地共有各类用人单位3,535家，其中98.32%为中小型企业（PME），平均历史为14年，行政、医疗及社会服务是当地的主要就业岗位类型。

## 财政收入
2018年，伊尔基什-格拉芬什塔登的财政收入总额为27,254,300欧元，财政支出总额为23,724,600欧元，当年的债务总额为14,185,200欧元。
2014年，伊尔基什-格拉芬什塔登的人均收入总额为2,548欧元，其中高职人员为4,099欧元，普通职员为1,894欧元。
2017年，伊尔基什-格拉芬什塔登境内的青壮年（15至64岁）失业率为11.5%，当地51.3%的家庭拥有纳税资格。

## 社会事务

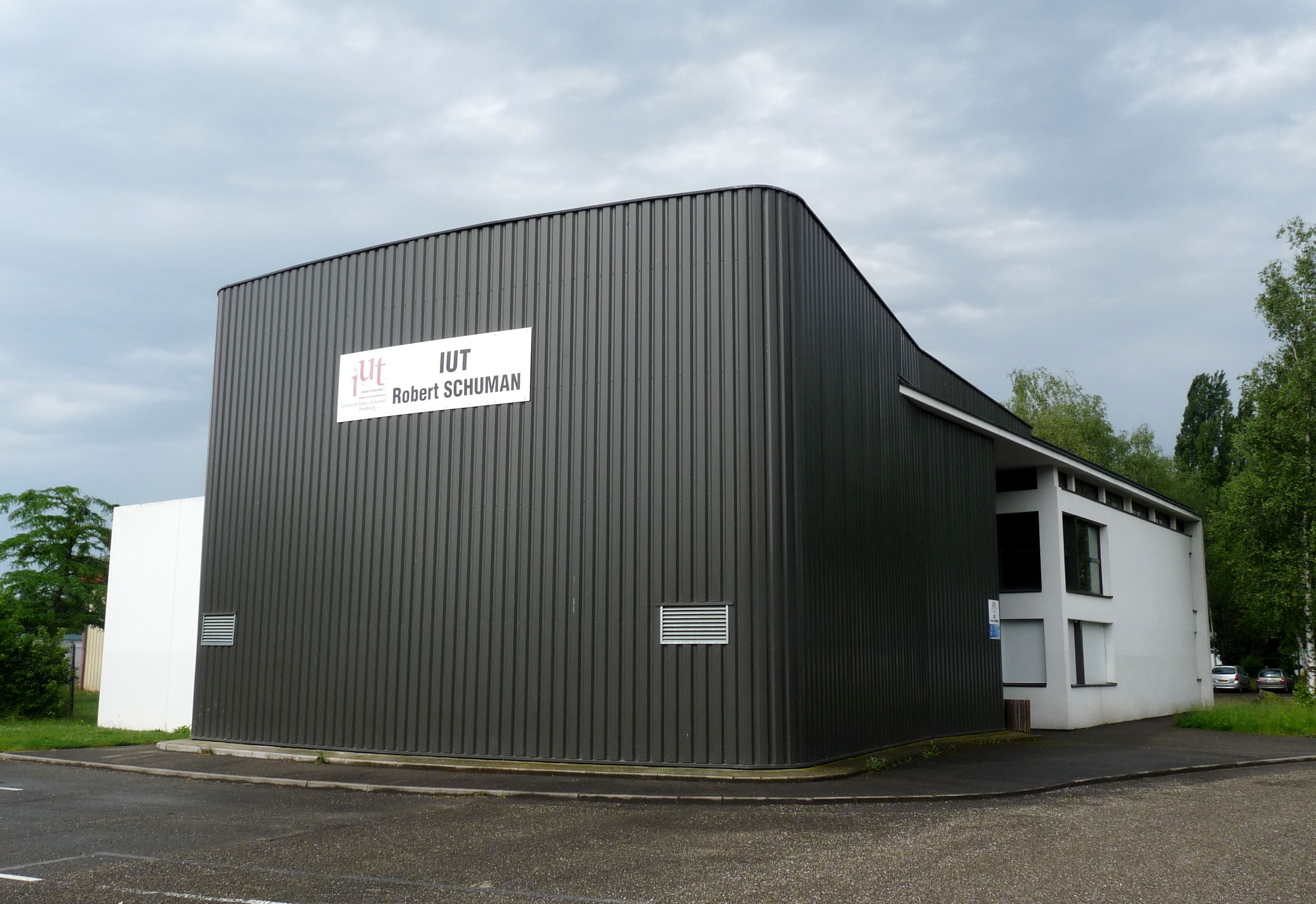
应用技术学院

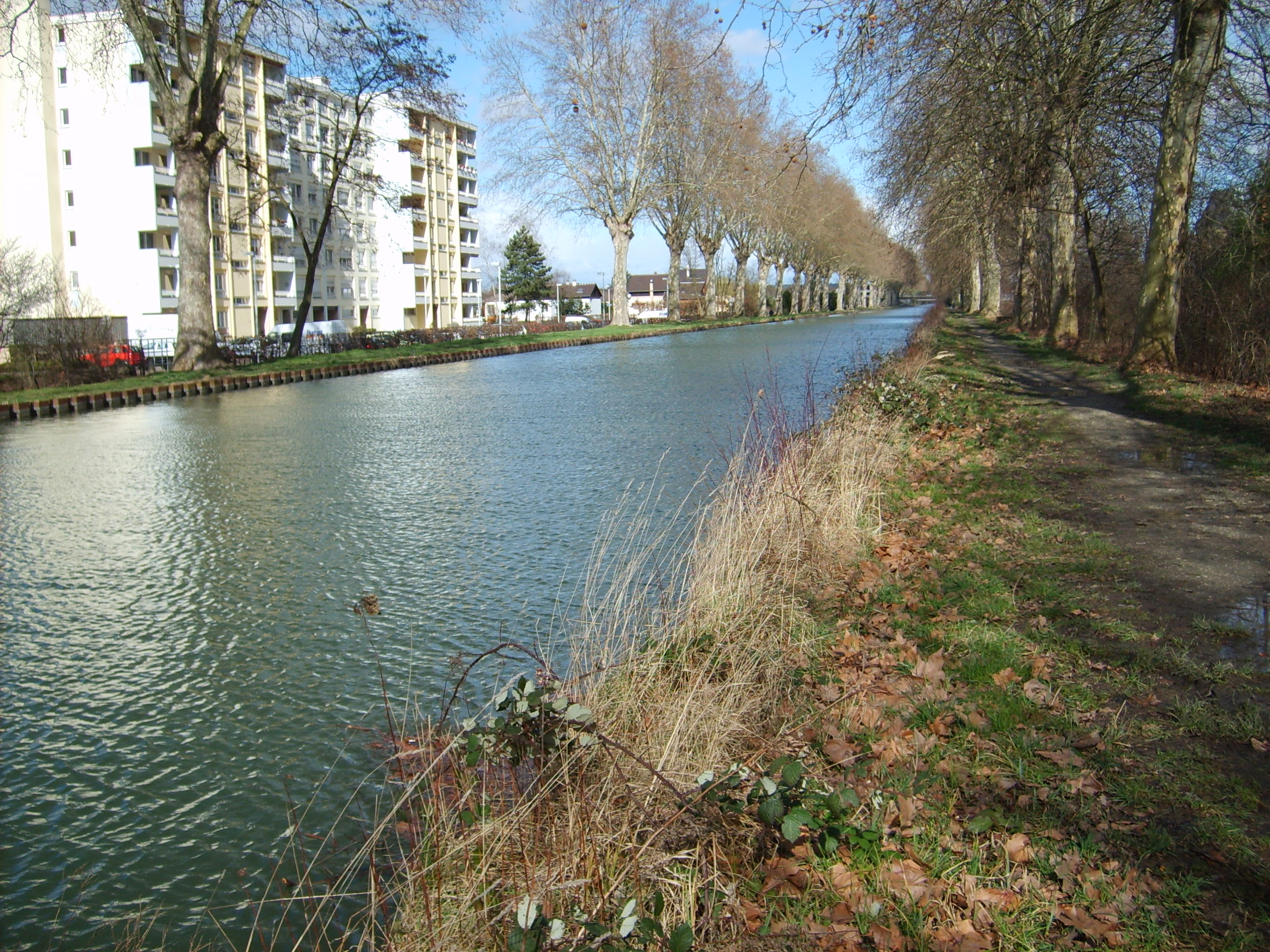
运河畔的步行道

### 教育
伊尔基什-格拉芬什塔登属于斯特拉斯堡学区。截止2019年1月1日，伊尔基什-格拉芬什塔登境内共有4所幼儿园、6所小学、2所初级中学和3所普通高中。2018至2019学年度，伊尔基什-格拉芬什塔登境内共有在校中小学生3,696名。
在高等教育方面，伊尔基什-格拉芬什塔登境内建有一所大学城，斯特拉斯堡大学的多个专业及下属的应用技术学院在此授课。此外，英文授课的国际空间大学亦位于其境内。

### 医疗
截止2019年1月1日，伊尔基什-格拉芬什塔登境内共有全科医生32名、保健师40名、牙医17名、护士39名、耳科医生2名、眼科医生1名、皮肤科医生4名、助产士3名、儿科医生1名和妇科医生2名。境内共有药房7家、养老院2家、残疾人帮扶中心5家。
斯特拉斯堡大学附属医院是法国的一个大学中心医院之一，下设5个主病区，距离伊尔基什-格拉芬什塔登均在10公里以内。

### 住房
2017年，伊尔基什-格拉芬什塔登境内共有各类住房14,424套，其中89.5%为常住房屋。集中式居民区主要分布在市区南部的罗索街区（Roseaux）。

### 商业
2018年，伊尔基什-格拉芬什塔登境内共有各类商铺1,651家，其中餐饮服务类531家。市区东部建有大型开放式商业街区。

### 体育
2019年，伊尔基什-格拉芬什塔登境内共有1家游泳池、5间健身房、4座综合体育场、9处网球场、1处马术场、3处足球或橄榄球场、3处篮球或排球场以及2处高尔夫球场。
伊尔基什-格拉芬什塔登体育俱乐部（F.A. Illkirch Graffenstaden）是当地的一支足球队，2020至2021赛季参加法國全國丙組聯賽（法戊）。

### 环境
伊尔基什-格拉芬什塔登的环境事务由其所属的公共社区负责。2018年，伊尔基什-格拉芬什塔登境内共有3家污染企业。

### 治安
2014年，伊尔基什-格拉芬什塔登及附近地区共发生各类案件23,563起，其中盗窃类案件13,789起，经济类案件2,366起，毒品交易类案件1,350起。

## 文化

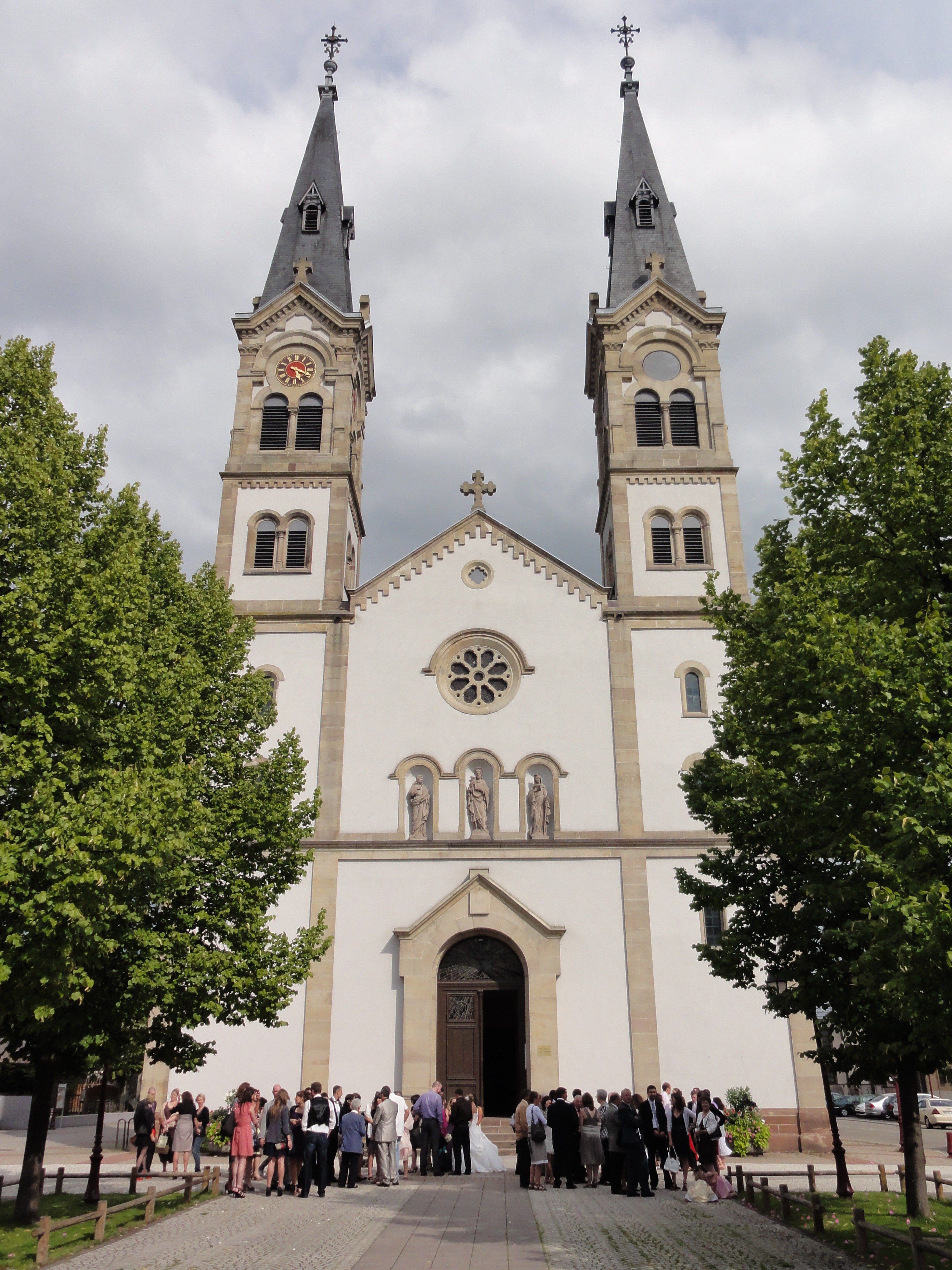
圣桑福里安教堂

2019年，伊尔基什-格拉芬什塔登境内共有1家剧场。伊尔基什-格拉芬什塔登市政府提供多媒体中心，向公众全年开放。

### 建筑
伊尔基什-格拉芬什塔登圣桑福里安教堂是法国国家文物保护单位，除此之外，伊尔基什-格拉芬什塔登境内大部分建筑建于20世纪。

### 旅游
伊尔基什-格拉芬什塔登的旅游事务由其所属的公共社区负责。2020年，伊尔基什-格拉芬什塔登境内共有4家宾馆共计257间房间。

### 媒体
法国主要的媒体均可在伊尔基什-格拉芬什塔登接收，法国电视三台下属的大东部大区频道在部分时段播出伊尔基什-格拉芬什塔登所属区域的地方新闻。

## 相关人物
法国前篮球运动员热罗姆·克里斯特出生于伊尔基什-格拉芬什塔登。

## 友好城市
截至2020年10月，伊尔基什-格拉芬什塔登暂无任何友好城市关系。